# Кривошеев, Егор Сергеевич
Егор Сергеевич Кривошеев (12 ноября 1929 — 10 августа 2020) — передовик советского сельского хозяйства, дояр колхоза «Путь Ленина» Ейского района Краснодарского края, Герой Социалистического Труда (1966).

## Биография
Родился 12 ноября 1929 года на территории современной Белгородской области в крестьянской русской семье. В 1933 году вся семья переехала на Кубань. С 1937 года проживали в селе Кухаривка Ейского района Краснодарского края.
Окончив начальную школу в возрасте 11-ти лет стал пасти колхозное стадо, доил коров, помогал матери на ферме. С пятнадцатилетнего возраста официально был трудоустроен в колхоз «Путь Ленина» Ейского района. В 1949 году был призван в Советскую Армию. После демобилизации вернулся на Кубань и продолжил работать скотником в колхозе. В 1960 году из-за острой нехватки дояров набрал группу из 20 коров и стал работать дояром. Эту профессию освоил в полной мере и проработал в ней до 1997 года. В 1964 году надоил от каждой закреплённой коровы по 4526 килограммов молока, в 1965 году — 4065 килограммов молока.
Указом Президиума Верховного Совета СССР от 22 марта 1966 года за успехи достигнутые в развитии животноводства увеличении производства и заготовок мяса, молока, яиц, шерсти и другой продукции Егору Сергеевичу Кривошееву присвоено звание Героя Социалистического Труда с вручением ордена Ленина и золотой медали «Серп и Молот».
В следующие годы продолжал показывать высокие производственные результаты, добивался больше 5000 килограммов молока от каждой коровы в среднем. Постоянно находился в передовиках производства, неоднократно поощрялся ценными подарками, грамотами и благодарностями. Общий трудовой стаж дояра составил 50 лет. Являлся персональным пенсионером союзного значения.
Проживал в селе Кухаривка Ейского района Краснодарского края. Умер 10 августа 2020 года.

## Награды
За трудовые успехи удостоен:
- золотая звезда «Серп и Молот» (22.03.1966)
- два ордена Ленина (22.03.1966, 10.03.1976)
- Орден Октябрьской Революции (11.11.1986)
- Медаль «В ознаменование 100-летия со дня рождения Владимира Ильича Ленина»
- другие медали.
- Заслуженный работник сельского хозяйства Кубани (09.01.1996).
- Почётный гражданин Ейского района Краснодарского края (2013).